# Calshot
Calshot – wieś w Anglii, w hrabstwie Hampshire, w dystrykcie New Forest. Leży 29 km na południe od miasta Winchester i 114 km na południowy zachód od Londynu.